# 金剛 (1976年電影)
《金刚》（英語：King Kong）是一部1976年的美国怪獸驚悚片，由迪诺·德·劳伦提斯制作，导演为约翰·吉勒明。它是1933年经典同名电影的重製版。主演为傑夫·布里吉，查尔斯·高汀和潔西卡·蘭芝，这也是潔西卡·蘭芝的第一部电影作品。
翻拍的剧本由小洛伦佐·森普尔在1933年版詹姆斯·阿什莫尔·克里尔曼和露丝·罗斯剧本基础上编写，灵感来自梅里安·C·库珀和埃德加·华莱士。
上映过程中《綜藝》统计《金刚》为1977年第五卖座电影，几十年后Box Office Mojo公布《金刚》为1977年第七卖座电影。
这是金刚系列中唯一一个场景设置在世界贸易中心大楼，而不是帝国大厦的电影。

## 奖项
本片获得三项奥斯卡奖提名并获得其中一个。
- 获奖 最佳視覺效果獎[4]
- 提名 最佳攝影獎
- 提名 最佳音效奖[5]